# Província de Sălaj
La província de Sălaj (IPA: [sə.'laʒ], hongarès: Szilágy) és un judeţ, una divisió administrativa de Romania, a Transsilvània, amb capital a Zalău.

## Límits
- Província de Bihor a l'oest.
- Província de Maramureş i província de Satu Mare al Nord.
- Província de Cluj al sud i est.

## Demografia
El 2002, tenia 248,015 i una densitat de població de 64 h/km².
- Romanesos - 71.23%[1]
- Hongaresos - 23,04%
- Gitanos - 5,05%
- Eslovacs - 0,55%
- Altres o no declarats - 0,13%

| Any  | Població |
| ---- | -------- |
| 1948 | 262,580  |
| 1956 | 271,989  |
| 1966 | 263,103  |
| 1977 | 264,569  |
| 1992 | 266,797  |
| 2002 | 248,015  |

## Divisió Administrativa
La Província té una municipalitat, 3 ciutats i 56 comunes.

### Municipalitat
- Zalău - capital; població: 71,580

### Ciutats
- Cehu Silvaniei
- Jibou
- Șimleu Silvaniei

### Comunes
| - Agrij - Almaşu - Băbeni - Bălan - Bănişor - Benesat - Bobota - Bocşa - Boghiş - Buciumi - Camăr - Carastelec - Chieşd - Cizer - Coşeiu | - Crasna - Creaca - Crişeni - Cristolţ - Cuzăplac - Dobrin - Dragu - Fildu de Jos - Gâlgău - Gârbou - Halmăşd - Hereclean - Hida - Horoatu Crasnei - Ileanda | - Ip - Letca - Lozna - Măerişte - Marca - Meseşenii de Jos - Mirşid - Năpradea - Nuşfalău - Pericei - Plopiş - Poiana Blenchii - Românaşi - Rus - Sălăţig | - Sâg - Sânmihaiu Almaşului - Someş-Odorhei - Surduc - Şamşud - Şărmăşag - Şimişna - Treznea - Ugrutiu - Valcău de Jos - Vârşolţ - Zalha - Zimbor |